# Runt
Albums de Todd Rundgren
Runt. The Ballad of Todd Rundgren
(1971)
Singles
1. We Gotta Get You a Woman (en)
Sortie : octobre 1970

Runt est le premier album solo de Todd Rundgren. Il est sorti en 1970 sur le label Ampex Records.
L'album est présenté à l'origine comme l'œuvre du groupe « Runt », formé par Rundgren après son départ de Nazz. Runt est un trio composé de Rundgren et des frères Hunt et Tony Sales, respectivement batteur et bassiste. Toutefois, l'album est entièrement écrit et produit par Rundgren, et dès le second album du groupe, Runt. The Ballad of Todd Rundgren, Hunt Sales ne participe plus qu'à un titre. De ce fait, les rééditions ultérieures de ces deux albums sont présentées comme des œuvres du seul Rundgren. Celui-ci abandonne le masque Runt en 1972 avec Something/Anything?.
Sortie en single, We Gotta Get You a Woman (en) se classe no 20 des ventes aux États-Unis. Ce succès ne rejaillit pas sur l'album, qui ne dépasse pas la 185e place du Billboard 200.

## Titres
Toutes les chansons sont écrites et composées par Todd Rundgren.
| 1. | Broke Down and Busted         | 4:32 |
| 2. | Believe in Me                 | 2:04 |
| 3. | We Gotta Get You a Woman (en) | 2:52 |
| 4. | Who's That Man?               | 2:59 |
| 5. | Once Burned                   | 2:09 |
| 6. | Devil's Bite                  | 3:53 |

| 1. | I'm in the Clique                                               | 4:57 |
| 2. | There Are No Words                                              | 2:12 |
| 3. | Baby Let's Swing / The Last Thing You Said / Don't Tie My Hands | 5:28 |
| 4. | Birthday Carol                                                  | 9:14 |